# Hotchkiss

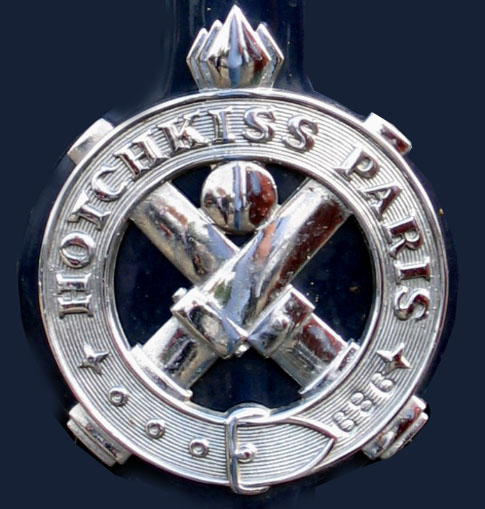
Hotchkiss embleem

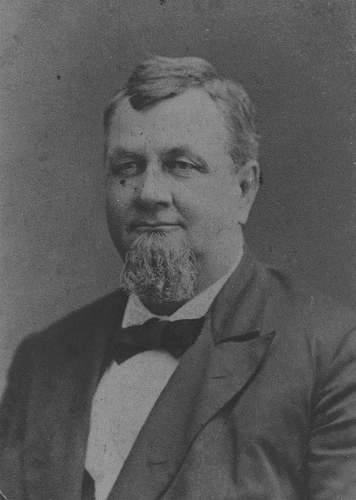
Benjamin Berkeley Hotchkiss

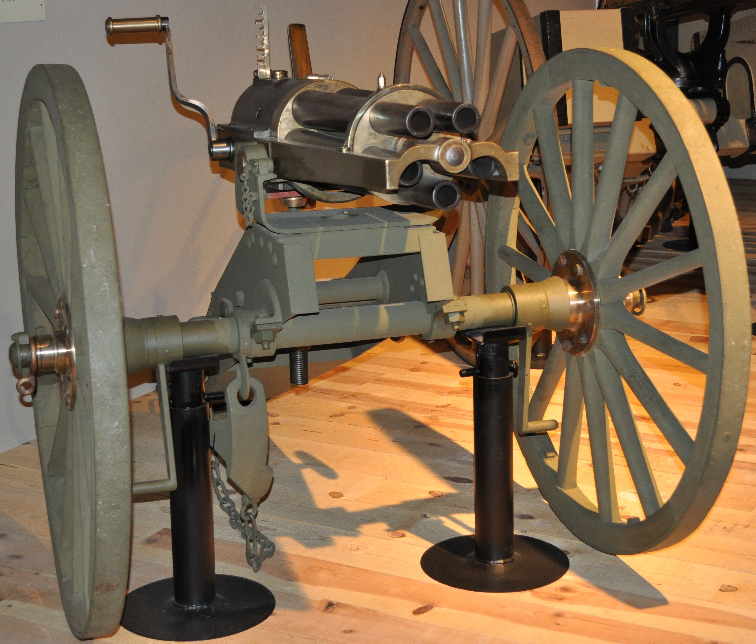
Hotchkiss revolverkanon

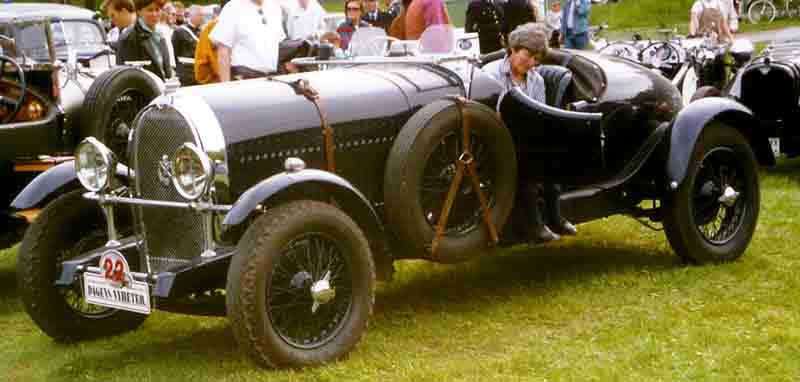
Tweepersoons Hotchkiss sportmodel uit 1931

Hotchkiss Usines was een wapenfabrikant, opgericht in 1867 in Frankrijk door de Amerikaanse emigrant Benjamin Berkeley Hotchkiss (1826-1885). Sinds 1903 bouwde het bedrijf ook autos. Het bedrijf was aanvankelijk in Viviez gevestigd, en daarna in Saint-Denis.

## Begin
Op 1 oktober 1826 werd Hotchkiss geboren in Watertown in de staat Connecticut. Na zijn opleiding ging hij werken bij  Colt’s Patent Fire Arms Co in de fabriek in Hartford. Hier werkte hij mee aan verbeteringen van de revolver. In 1856 had hij een zeer primitief machinegeweer gemaakt die door het Mexicaanse leger werd aangeschaft. In 1860 maakte hij een beter ontwerp voor groeven in de loop en voor de ontsteking van granaten. Hij verhuisde naar  New York om daar in de fabriek toezicht te houden op de productie. Hij vond de belangstelling voor wapens in de Verenigde Staten, zo kort na de Amerikaanse Burgeroorlog, matig en verhuisde in 1867 naar Frankrijk. Hier maakte hij een goede start met de introductie van een metalen huls als vervanging voor de papieren huls voor patronen het Chassepot geweer.

## In Frankrijk
Hotchkiss werd gevraagd in Frankrijk te blijven en werd gestimuleerd om zijn ideeën verder te ontwikkelen. In 1871 had hij een ontwerp voor een revolverkanon gereed. Het kanon verschoot in een hoog tempo granaten met een kaliber van 37mm en een gewicht van 455 gram. In 1875 werd zijn bedrijf Hotchkiss et Cie opgericht met het hoofdkantoor in Parijs en een fabriek in Saint-Denis. Hier werd het revolverkanon gemaakt, de munitie en de affuiten. Hotchkiss overleed op 14 februari 1885 en werd opgevolgd door Vincent Benet.
Oorspronkelijk produceerde de firma alleen wapens en toebehoren, maar na de dood van Hotchkiss begon het ook auto-onderdelen te maken. Kleppen, krukassen en drijfstangen werden gemaakt voor fabrikanten zoals Panhard et Lavassor. in 1901 werd besloten daarnaast auto's te bouwen met een bijzonder geconstrueerde achteras, de zogenaamde Hotchkiss-aandrijving. Het bekendste model was de '12 CV', bijgenaamd "le juste milieu" oftewel "de gulden middenweg". Deze uitvoering werd in 1927 geïntroduceerd.
Tijdens de Eerste Wereldoorlog schakelde het bedrijf volledig over op de wapenfabricage. Het Hotchkiss M1914-machinegeweer werd in grote aantallen vervaardigd, het standaardmachinegeweer van het Franse leger.
Na de oorlog kwamen er weer auto's uit de fabriek. Tussen 1919 en 1939 werden 16 verschillende modellen op de markt gebracht waaronder de succesvolle Hotchkiss AM in 1922.
Voor het uitbreken van de Tweede Wereldoorlog was Hotchkiss ook een belangrijke fabrikant van tanks voor het Franse leger. Van de Hotchkiss H35 en de verbeterde versie Hotchkiss H39 zijn er in totaal zo’n 1200 exemplaren geproduceerd tussen 1935 en 1940.
Na de oorlog belandde het bedrijf aan de rand van een faillissement maar dankzij orders van het Franse leger kon Hotchkiss het hoofd nog even boven water houden. Hotchkiss had in 1952 van Willys een licentie gekregen om jeeps te produceren voor civiel gebruik. In 1955 produceerde Hotchkiss 465 jeeps die bekendstonden als Hotchkiss Licence MBs, deze leken heel veel op het Amerikaanse origineel, de Willys MB. Hotchkiss vervaardigde nu motoren en achterbruggen voor de Franse jeeps en Delahaye de carrosserie. Voor het Franse leger werden tussen 1955 en 1966 ruim 27.000 Hotchkiss M201 jeeps gemaakt. Dit hielp het bedrijf erbovenop, zodat men opnieuw auto's kon bouwen.
Men begon met een verbeterde versie van de vooroorlogse Anjou-types en een geheel nieuw model: de Grégoire, met een horizontale 2×2 2 liter 66 pk-motor, een verbruik van 1:10 en een topsnelheid van ruim 140 km/u.
Hotchkiss nam in 1954 Delahaye-Delage over en fuseerde in 1955 met Brandt. In 1966 ging het bedrijf op in Thomson-Houston, dat vervolgens werd omgedoopt in Thomson-Brandt; zie Thomson-CSF.

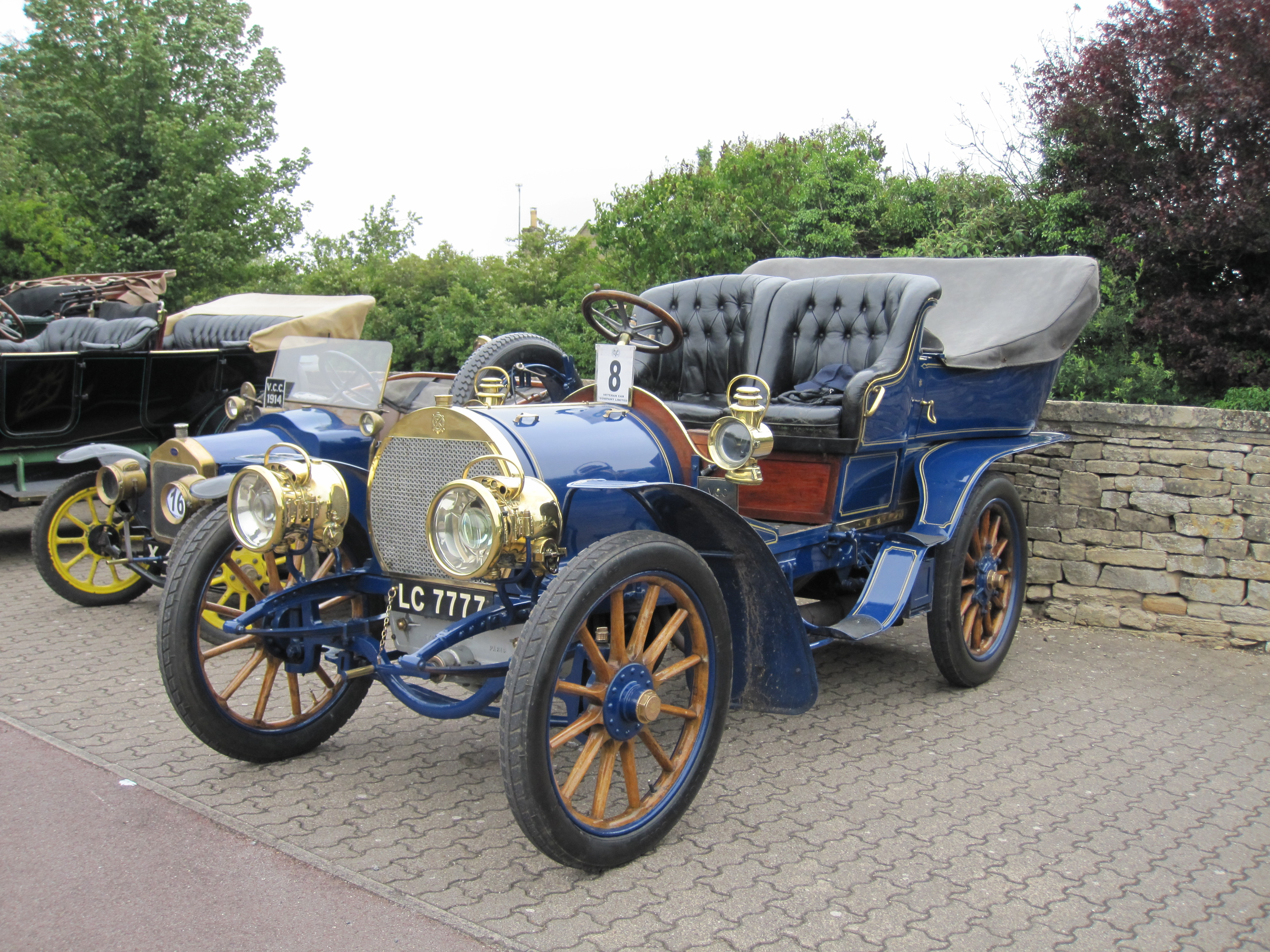
Hotchkiss 20CV
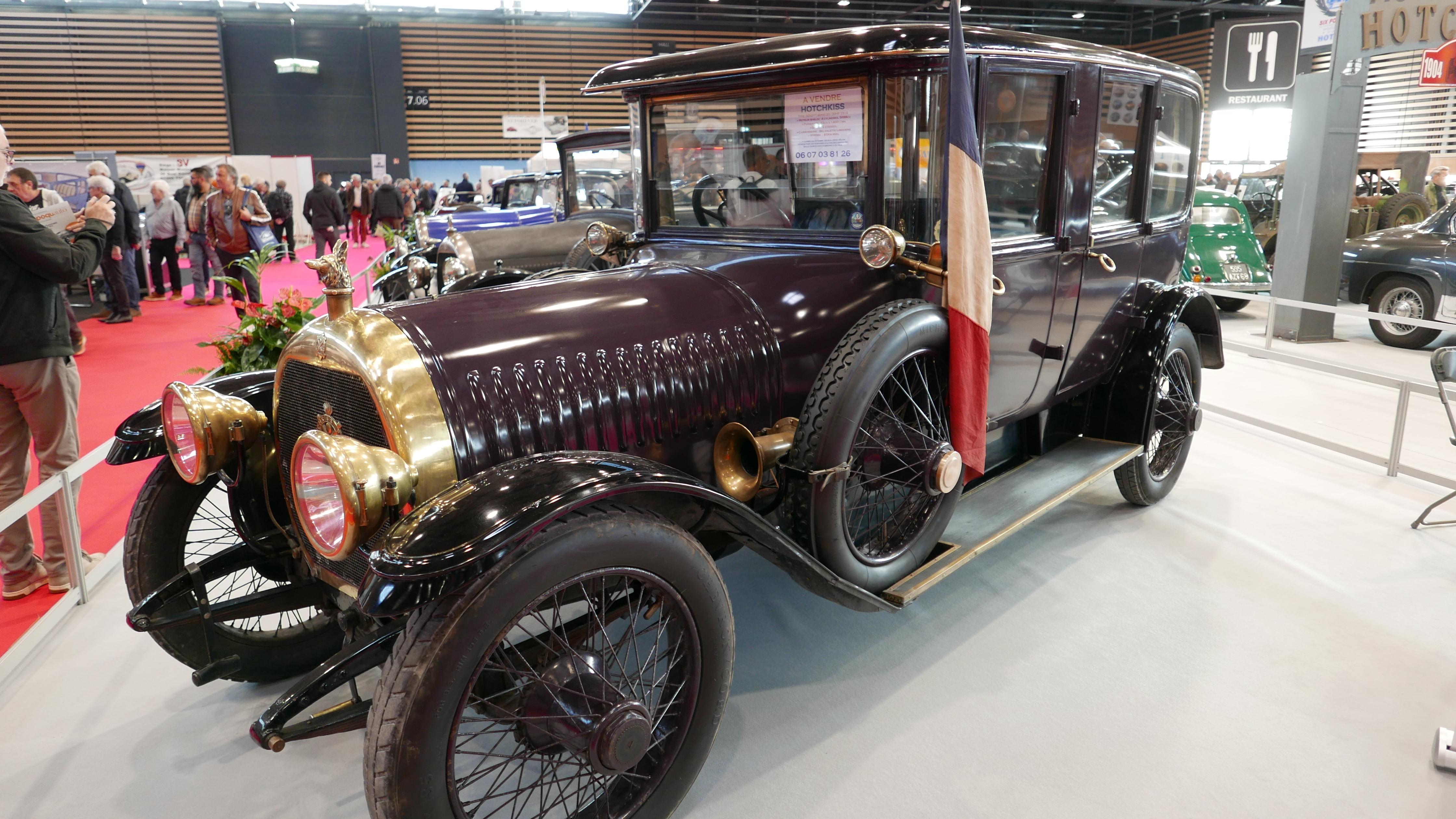
Hotchkiss AD
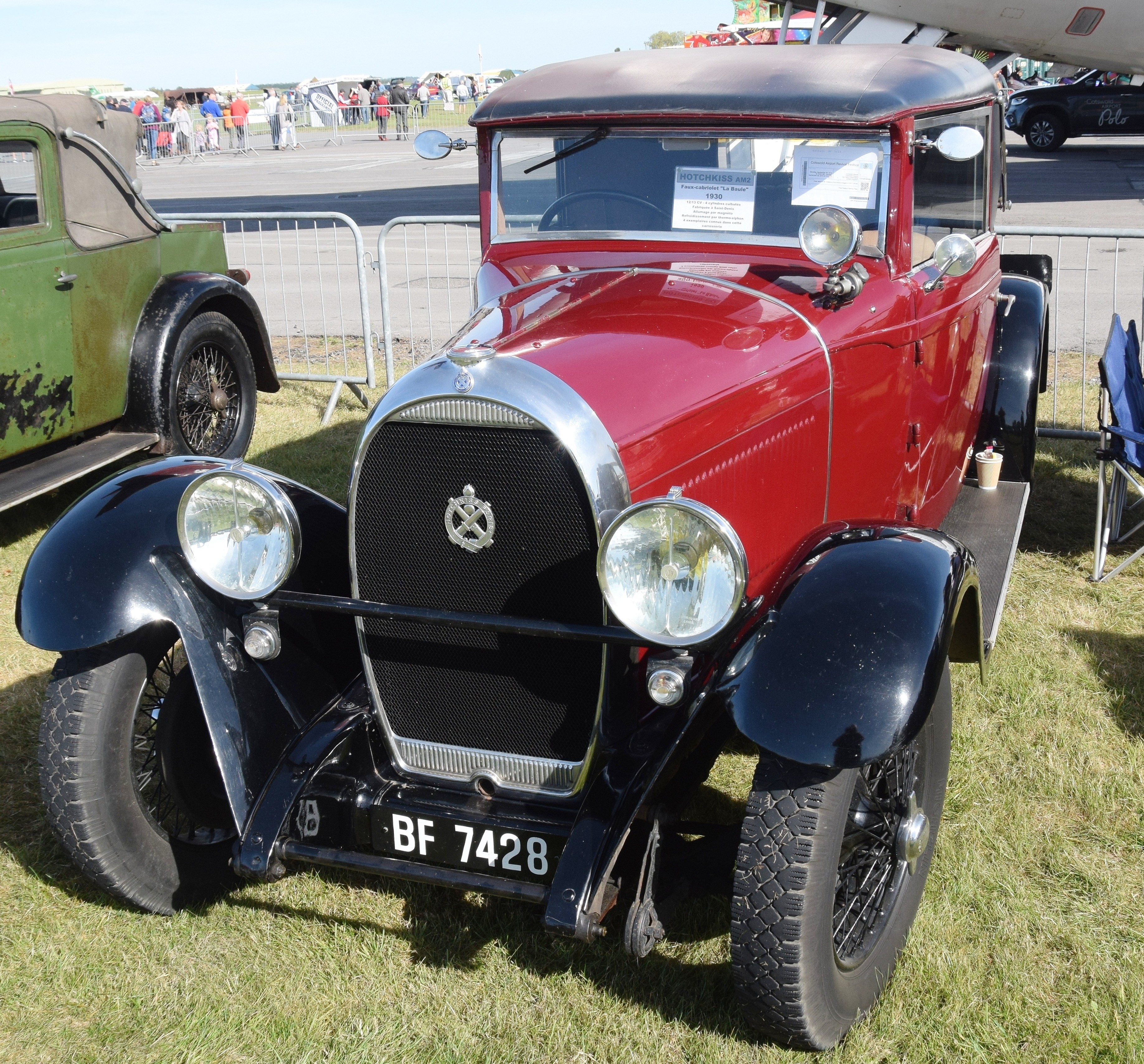
Hotchkiss AM2
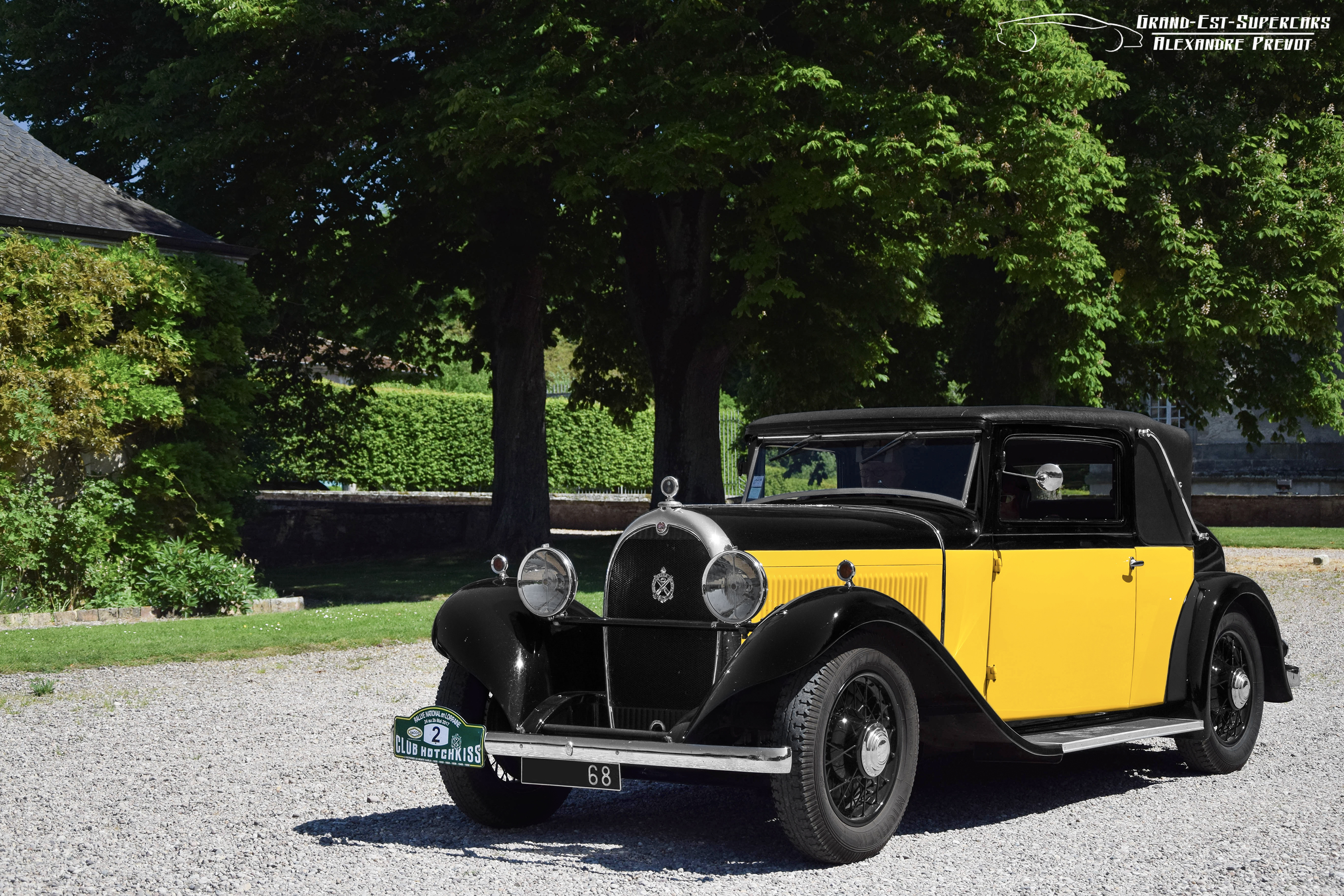
Hotchkiss AM80
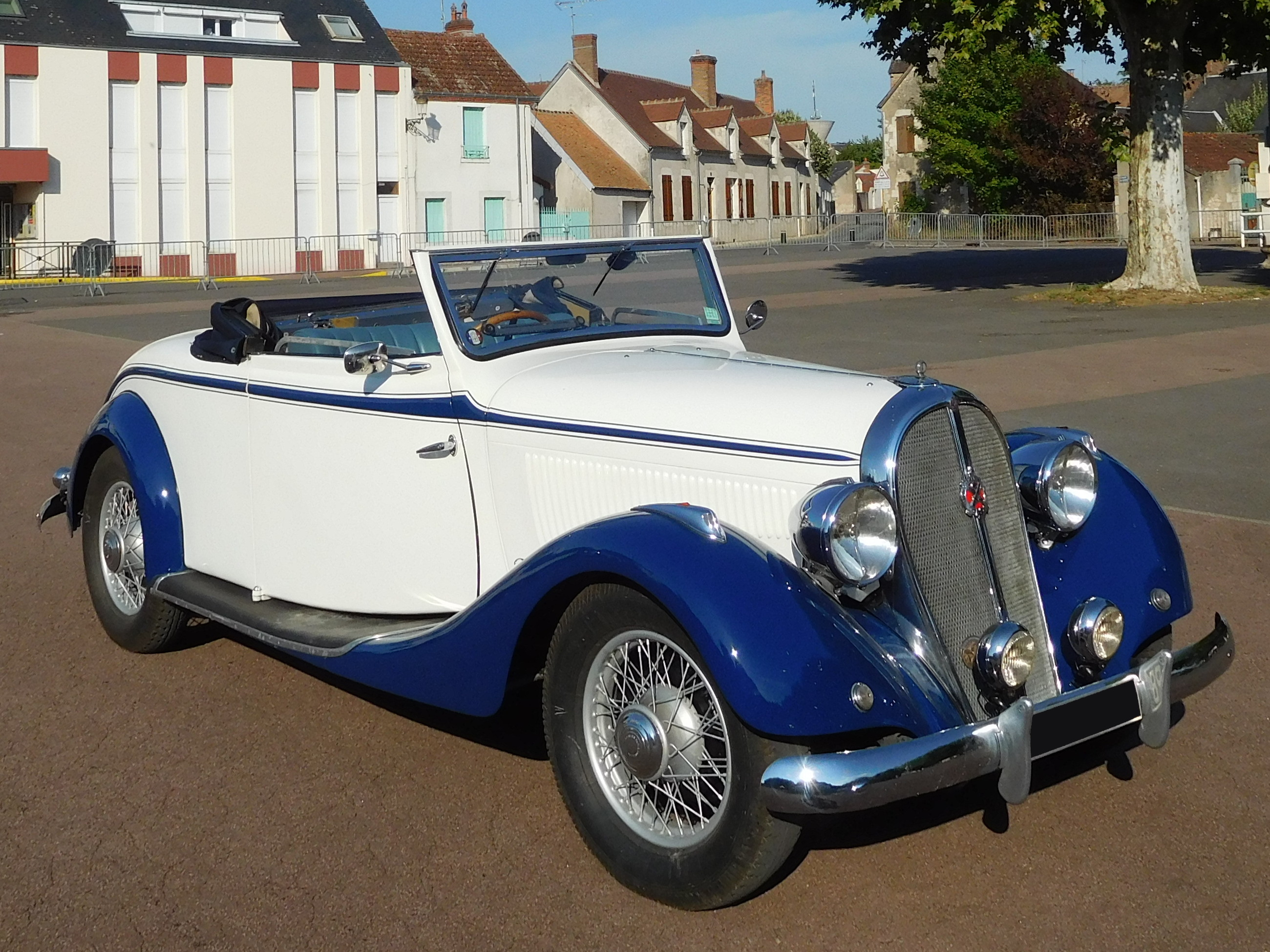
Hotchkiss 617 Roadster Hossegor
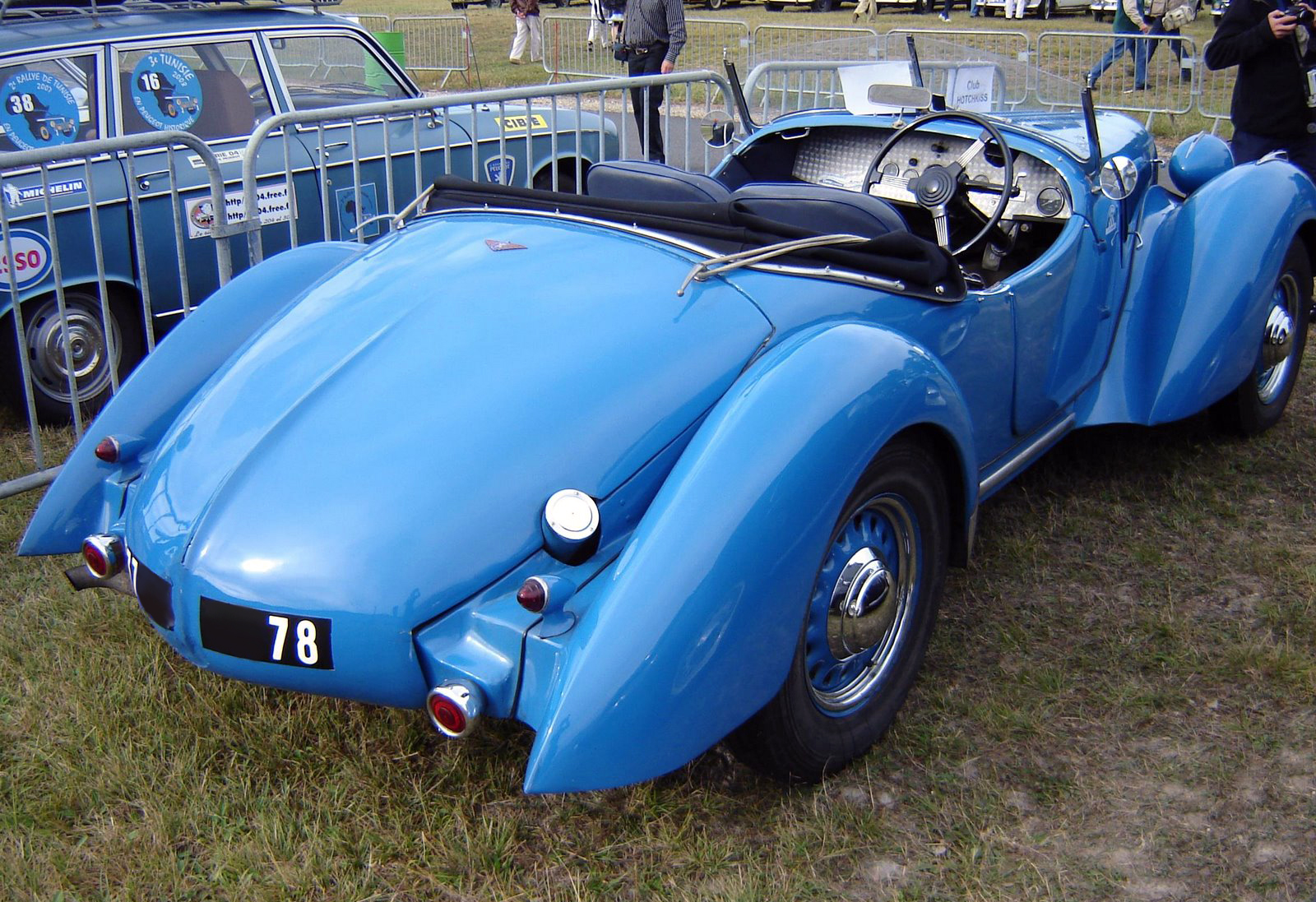
Hotchkiss 864 Roadster
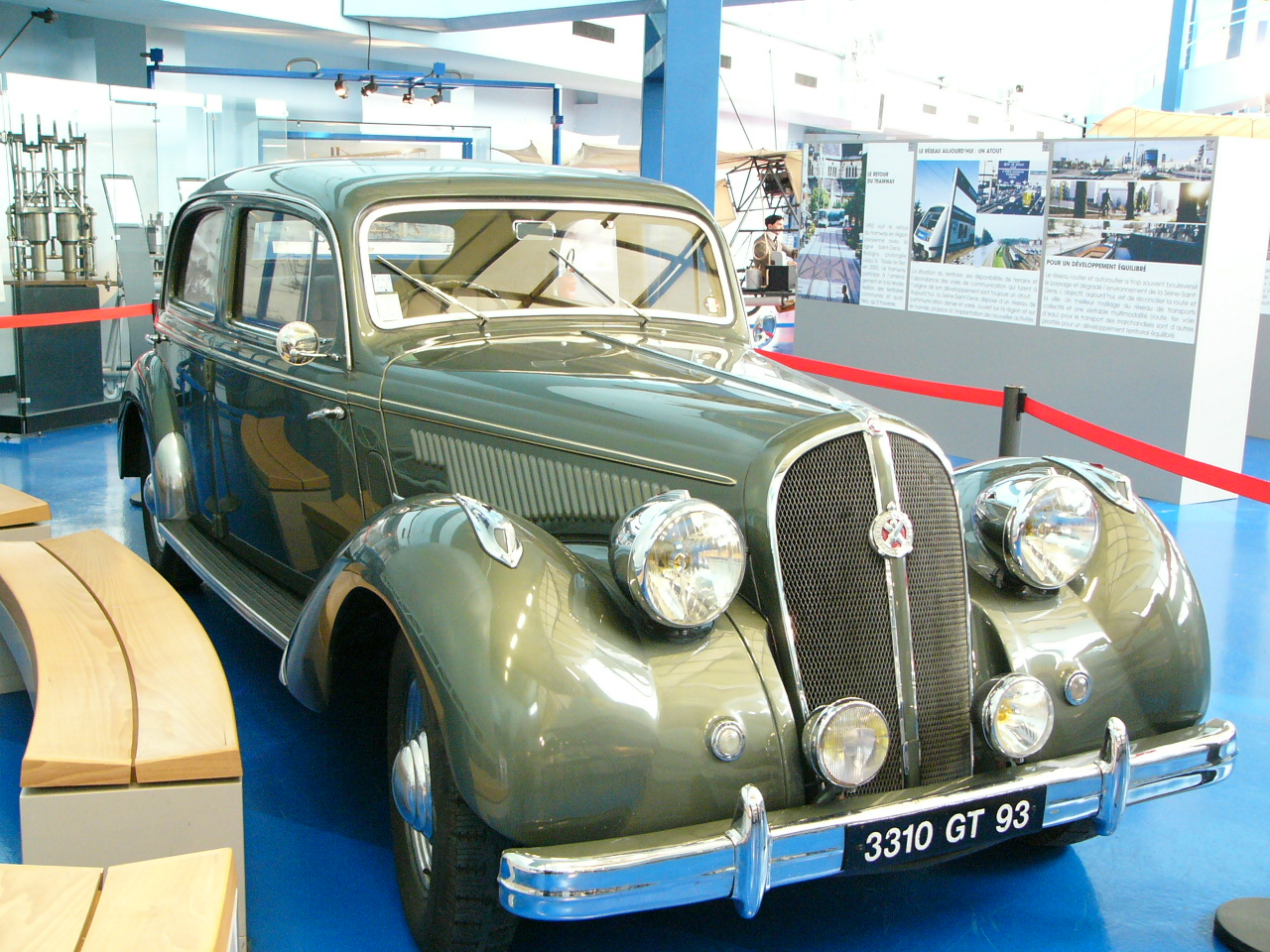
Hotchkiss 686
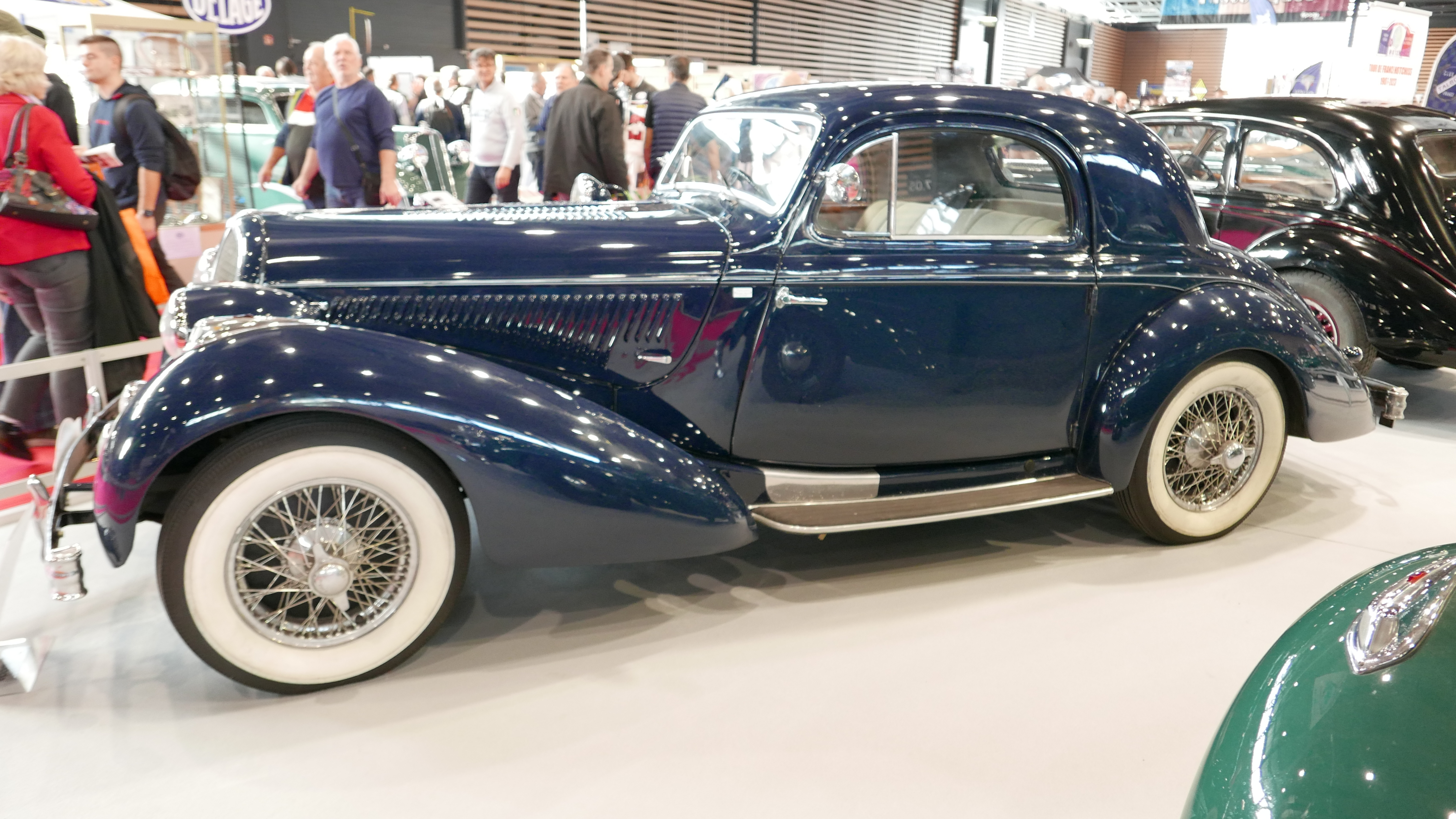
Hotchkiss 686 GS
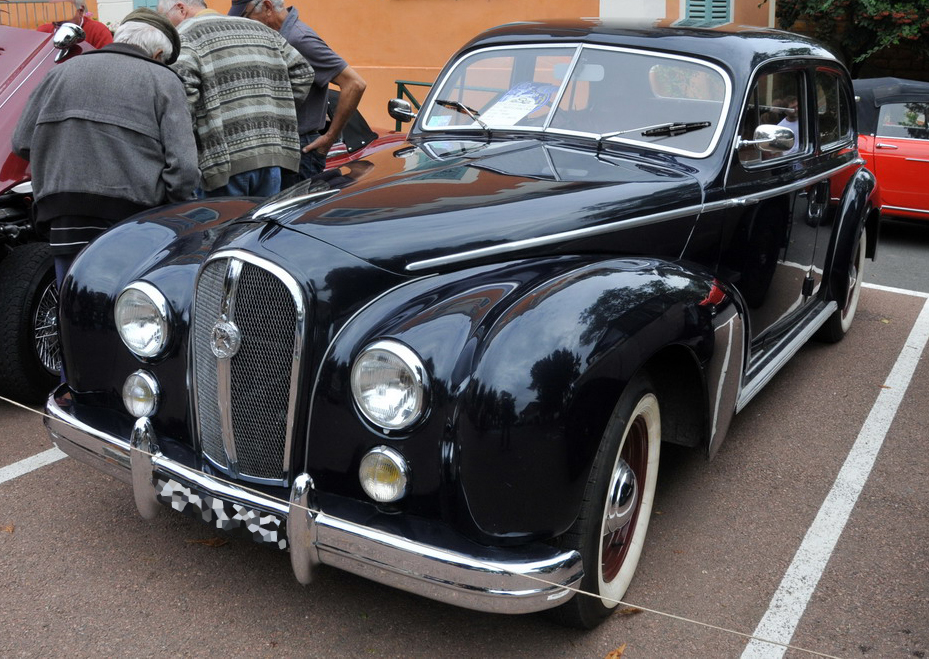
Hotchkiss Anjou
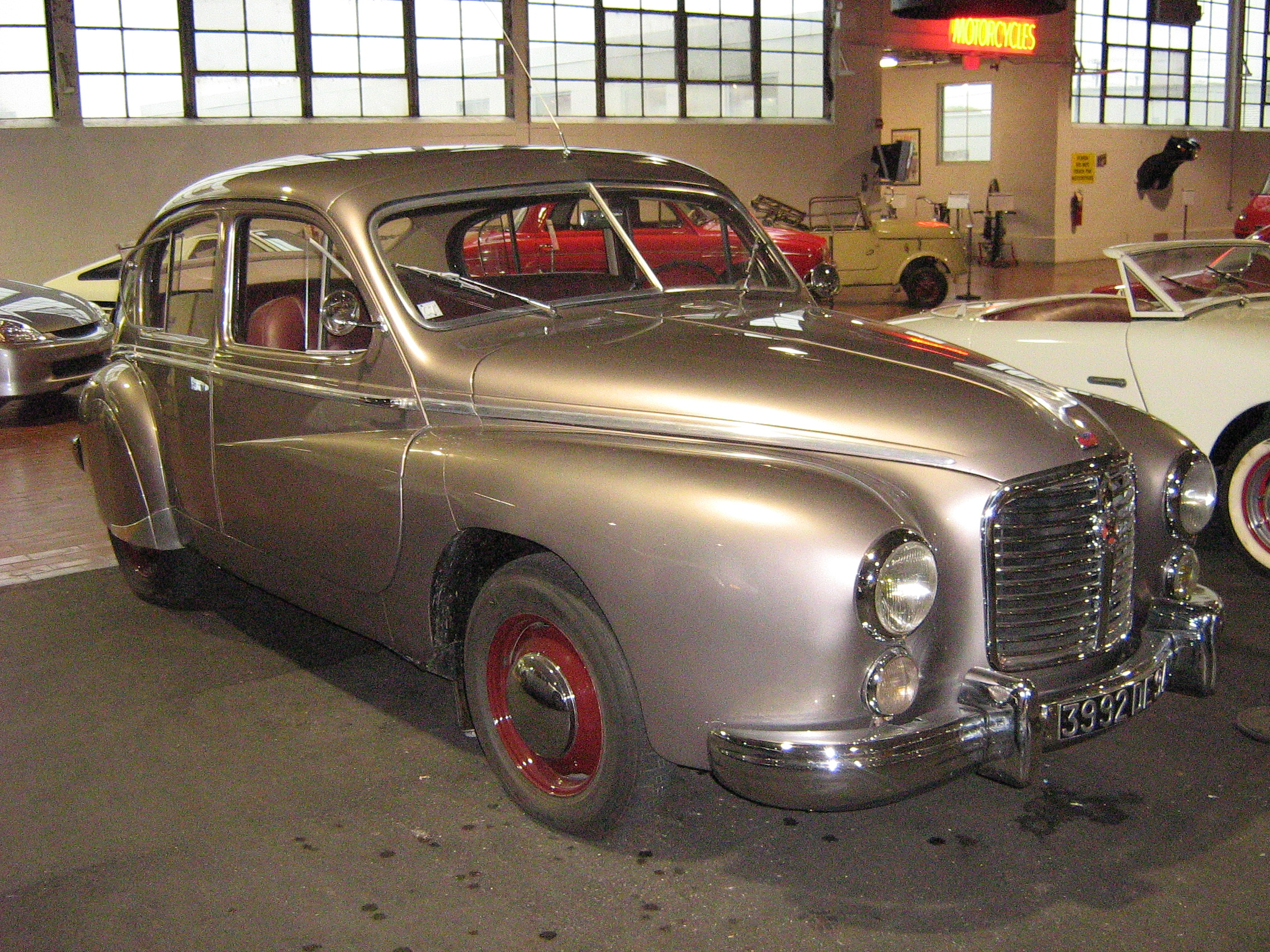
Hotchkiss Grégoire
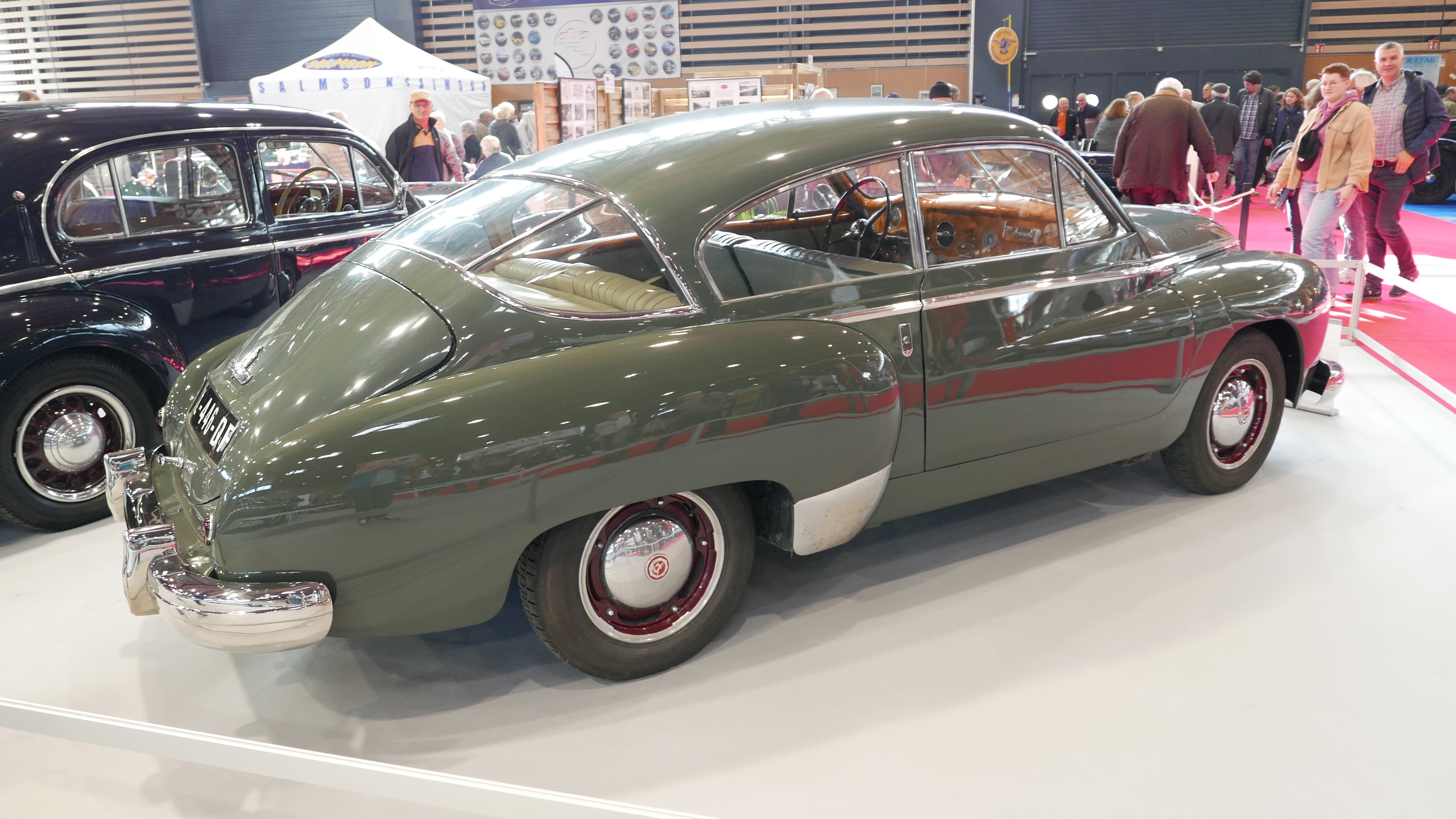
Hotchkiss Grégoire Coupé
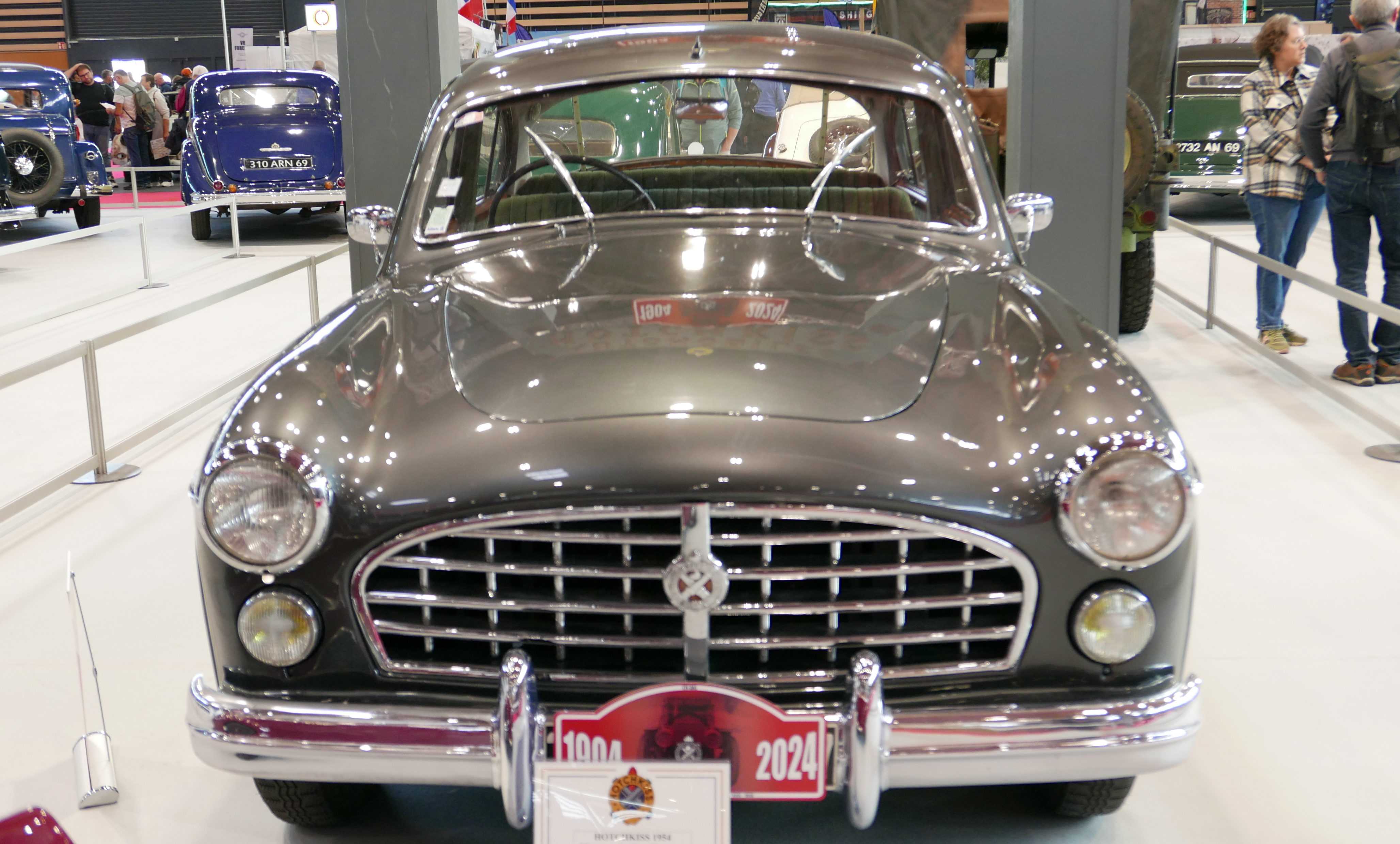
Hotchkiss Monceau